# Lijst van beelden in Krimpen aan den IJssel
Dit is een (onvolledige) lijst van beelden in Krimpen aan den IJssel. Onder een beeld wordt hier verstaan elk driedimensionaal kunstwerk in de openbare ruimte van de Nederlandse gemeente Krimpen aan den IJssel, waarbij beeld wordt gebruikt als verzamelbegrip voor sculpturen, standbeelden, installaties, gedenktekens en overige beeldhouwwerken.
| Geplaatst    | Omschrijving                    | Kunstenaar                        | Straat                                               | Plaats                 | Materiaal            | Afbeelding |
| ------------ | ------------------------------- | --------------------------------- | ---------------------------------------------------- | ---------------------- | -------------------- | ---------- |
| 1938         | Koningin Wilhelminabank         |                                   | Kon. Wilhelminaplein                                 | Krimpen aan den IJssel |                      |            |
| 1966         | Sneeuwwitje en Rozerood         | Ariane Stam                       | Hyacint                                              | Krimpen aan den IJssel | brons                |            |
| 1967         | Nereus en zeepaard              | Nic Jonk                          | Fresia                                               | Krimpen aan den IJssel | brons                |            |
| 1967         | Zijn droom                      | Adriaan Bruggeman                 | Ambachtstraat                                        | Krimpen aan den IJssel | brons                |            |
| 1967 of 1971 | Paaltje springend meisje        | Kees Verkade                      | Raadhuisplein                                        | Krimpen aan den IJssel | brons                |            |
| 1970         | Phoenix                         | Ariane Stam                       | Nachtegaalstraat 8                                   | Krimpen aan den IJssel |                      |            |
| 1971         | Vallende ruiter                 | Frank Letterie                    | Brinkweg/Vijverlaan                                  | Krimpen aan den IJssel | brons                |            |
| 1974         | Speelplastiek Gedeeld           | Roel Teeuwen                      | Park Middenwetering                                  | Krimpen aan den IJssel | brons                |            |
| 1979         | Plastiek                        | Hans IJdo                         | Van Ostadelaan, zwembad                              | Krimpen aan den IJssel |                      |            |
| 1989         | Beeld ter Ontmoeting            | Piet Slegers                      | Rotonde Nieuwe Tiendweg / Olympiade                  | Krimpen aan den IJssel | staal                |            |
| 1992         | Zittend en Steunend             | Joop Wouters                      | Burg. Lepelaarssingel                                | Krimpen aan den IJssel | trachiet             |            |
| 1993         | Stormpolder-monument            | Gerard Schouten en Dries de Jonge | Molenaar van Schelvenlaan                            | Krimpen aan den IJssel | hout, metaal, basalt |            |
| 1995         | Monument 50 jaar bevrijding     | Sjaak van Rhijn                   | IJsseldijk 144 Begraafplaats                         | Krimpen aan den IJssel | graniet              |            |
| 1997         | Goudvistegels                   | David Smithson                    | Wethouder Hoogendijktunnel                           | Krimpen aan den IJssel | keramiek             |            |
| 1997         | Wolkenhemel                     | Jerome Symons                     | Hoogendijktunnel                                     | Krimpen aan den IJssel | staal                |            |
| 1998?        | Het Bezemschip                  | Hans Vermeulen (kunstenaar)       | Nachtegaalstraat 8 (vijver)                          | Krimpen aan den IJssel |                      |            |
| 2000         | Samenspel                       | Roland de Jong Orlando            | Krimpenerbosweg, sporthal                            | Krimpen aan den IJssel | staal                |            |
| 2005         | Herdenkingsbank voor het verzet |                                   | IJsseldijk 144 Begraafplaats, Verzetsheldenplantsoen | Krimpen aan den IJssel |                      |            |
| 2007         | Alice in Krimpenland            | Herman Lamers                     | Hofjespad / Hofje van Pauw                           | Krimpen aan den IJssel | aluminium            |            |
|              | Plastieken                      |                                   | Tuinstraat /Waalstraat/ Oosterstraat                 | Krimpen aan den IJssel |                      |            |
|              | Carese                          |                                   | Nachtegaalstraat                                     | Krimpen aan den IJssel |                      |            |
|              | Circus                          |                                   | Groenendaal 5 (sportzaal)                            | Krimpen aan den IJssel |                      |            |
|              | Compositie                      |                                   | Albert Schweitzerlaan                                | Krimpen aan den IJssel |                      |            |
|              | De Arbeider                     |                                   | Industrieweg / Lekdijk                               | Krimpen aan den IJssel |                      |            |
|              | Drie vogels                     |                                   | Nieuwe Tiendweg 19                                   | Krimpen aan den IJssel |                      |            |
|              | Huismussen                      |                                   | Gouden Regen                                         | Krimpen aan den IJssel |                      |            |
|              | Klokkestoel                     |                                   | Zomereik                                             | Krimpen aan den IJssel |                      |            |
|              | Menuette                        | Saskia Pfaeltzer                  | Nachtegaalstraat                                     | Krimpen aan den IJssel |                      |            |
|              | Moeder en kind                  |                                   | Olympiade                                            | Krimpen aan den IJssel |                      |            |
|              | Plastiek                        |                                   | Stormpolder brug/ Industrieweg                       | Krimpen aan den IJssel |                      |            |
|              | Speelplastiek                   | Frans van der Veld                | Berk 2 (De Paperclip)                                | Krimpen aan den IJssel |                      |            |
|              | Speelplastiek                   |                                   | Sportsingel                                          | Krimpen aan den IJssel |                      |            |
|              | Tweespan                        |                                   | Tuinstraat 25                                        | Krimpen aan den IJssel |                      |            |
|              | Uil                             |                                   | Olm                                                  | Krimpen aan den IJssel |                      |            |
|              | Wandplastiek (kinderliedjes?)   |                                   | Jozef Israëlsstraat 2,(obs Kortland)                 | Krimpen aan den IJssel |                      |            |